# Koirasaari (ö i Norra Karelen, Joensuu, lat 62,65, long 29,87)
Koirasaari är en ö i Finland.   Den ligger i kommunen Kontiolax i den ekonomiska regionen  Joensuu ekonomiska region  och landskapet Norra Karelen, i den sydöstra delen av landet, 400 km nordost om huvudstaden Helsingfors.